# Pirkei Avot
Le traité Avot (hébreu : אבות « pères » ou « principes ») est le neuvième et avant-dernier de l’ordre Nezikin dans la Mishna. Seul traité à ne pas aborder des points de Loi juive, il comprend cinq chapitres d’apophtegmes et de réflexions à caractère majoritairement éthique, occupant dans la littérature rabbinique la même place que le Livre des Proverbes dans la Bible.
Augmenté au Moyen Âge d’un « chapitre » supplémentaire issu de la littérature tannaïtique extra-mishnaïque, il est intégré, sous le nom de Pirke Avot (hébreu : פִּרְקֵי אָבוֹת  « chapitres des pères »), à la liturgie de l’après-midi du chabbat.

## Objet du traité
Avant-dernier traité de l’ordre Nezikin consacré aux dommages et à leur compensation, Avot a pour fonction, selon Maïmonide, d’enseigner aux juges les coutumes et vertus des Sages ainsi que l’antiquité de la chaîne de transmission de leurs savoirs. Leurs dits, prônant la pondération, la tempérance, l’assiduité dans l’étude de la Torah et la piété, sont exprimés sous une forme concise, rappelant quelque peu les versets de la Bible.

## Contenu
Le traité consiste en six chapitres, les quatre premiers contenant les grands enseignements des Sages depuis Siméon le Juste (IIIe siècle av. J.-C.) jusqu'à Juda Hanassi (IIIe siècle), rédacteur de la Mishna. Ils parlent souvent de la conduite sociale et éthique à tenir, ainsi que de l'importance d'étudier la Torah. Du fait de leur place dans le traité Nezikin, traité des Dommages et de leur réparation juridique, il s'adresse aux juges. En outre, la formule « [Untel Sage] disait » introduit une parole souvent entendue dans la bouche du Sage en question, autrement dit un de ses enseignements essentiels.
Le cinquième chapitre se distingue des précédents, tant par son organisation que son contenu, rapportant des enseignements anonymes autour de listes structurées (« Le monde a été créé par dix paroles », « Abraham a subi dix épreuves »...) dont le sujet n'est pas toujours en rapport avec l'éthique. Toutefois, les quatre derniers paragraphes reprennent le canevas des chapitres précédents.
Bien que ce traité ne soit pas commenté par la Guemara, l'un des Traités mineurs, Avot de Rabbi Nathan (Les Pères selon Rabbi Nathan), réalise une telle extension de ce traité, contenant de nombreux enseignements éthiques et des légendes.

## Les Pirkei Avot dans la liturgie
Depuis au moins l'époque de Saadia Gaon (Xe siècle), qui en signale lui-même l'ancienneté, il est de coutume d'étudier, lors de la Minha de Shabbat entre les six semaines qui séparent la deuxième semaine de Pessa'h (Pessa'h durant huit jours, la première semaine suivant le premier jour de Pessa'h est elle-même fériée) de Shavouot (et, de nos jours, jusqu'à Rosh Hashana), un chapitre du Traité Avot par semaine.
Le traité Avot est donc inclus dans beaucoup de livres de prière, après les prières de la Minha de Shabbat.
Il est également de coutume de préfacer par la mishna 10:1 de Sanhédrin : « Kol Israël yesh lahem Helek le olam haba » (Tout Israël a une part dans le monde à venir), et de conclure par la mishna 3:16 de Makkot : « Le Saint, béni soit-Il, a voulu donner du mérite à Israël;c'est pourquoi il leur a donné la Torah et des mitzvot en abondance. »
Aux cinq chapitres des Pirkei Avot s'ajoute donc un sixième, intitulé Kinyan Torah (Acquisition de la Torah).
Il s'agit en réalité du huitième chapitre du traité mineur Kalla (selon sa place dans l'édition Vilna du Talmud), dont le contenu et le style se rapproche des Pirke Avot.

## Citations
Le traité comprend de nombreux adages et leçons rabbiniques parmi les plus fréquemment cités : 
- Moïse reçut la Torah au Sinaï, et la transmit à Josué, et Josué la transmit aux Anciens, et les Anciens aux Prophètes, et les Prophètes la transmirent aux hommes de la Grande Assemblée. Eux dirent trois choses : Soyez modérés dans le jugement, formez beaucoup d'élèves et faites une haie à la Torah. (Pirkei Avot 1:1)
- Si je ne suis pas pour moi, qui le sera? Et si je ne suis que pour moi, que suis-je ? Et si pas maintenant, quand ? (Pirkei Avot 1:14)
- (...) Ne juge pas ton prochain tant que tu ne t’es pas trouvé à sa place (...) (Pirkei Avot 2:5)
- Il ne t'incombe pas de finir ta tâche, mais tu n'es pas non plus libre de t'en désister (Pirkei Avot 2:19)
- Celui qui profane les objets sacrés, celui qui méprise les jours de fête, celui qui fait publiquement honte à son prochain, celui qui détruit l'alliance de notre père Abraham, et celui qui explique la Torah de manière non conforme - même s'il a des connaissances dans la Torah et a accompli de bonnes œuvres, il n'aura pas part au monde futur.  (Pirkei Avot 3:11)
- Ne juge jamais seul, car il n’appartient qu’à Celui qui est unique [Dieu] de juger seul ; et ne dis pas [aux juges qui siègent avec toi] : ‘‘Rangez-vous à mon avis’’, car ce sont eux qui sont en droit, et non toi.(Pirkei Avot 4:10)
- "La Torah est acquise par 48 qualités : (...) répéter toute chose au nom de son auteur. N'avons-nous pas appris que celui qui répète une parole au nom de celui qui l'a dite, amène la délivrance ? exemple : "Mardochée eut connaissance du complot et en informa la reine Esther, qui en fit part au roi au nom de Mardochée"[1]. (Pirkei Avot 6:6)

## Source
- Cet article contient des extraits de l'article « Abot » par Moses Mielziner de la Jewish Encyclopedia de 1901–1906 dont le contenu se trouve dans le domaine public.